# Oxford (Mississippi)
Oxford è una città (city) degli Stati Uniti d'America, capoluogo della contea di Lafayette, nello Stato del Mississippi.
La città è sede dell'Università del Mississippi fondata nel 1848.